# Yerin Ha
Yerin Ha (coréen : 하예린), née le 26 juin 1995, est une actrice australienne. Elle est connue pour ses rôles dans la série Paramount+ Halo (2022-2024) et la mini-série Stan Bad Behaviour (en) (2023). Elle est nommée étoile montante de 2021 par la Casting Guild of Australia (en) (CGA).
En 2024, elle est annoncée comme rejoignant le casting de la saison 4 de La Chronique des Bridgerton sur Netflix.

## Jeunesse et éducation
Ha est née à Sydney de parents coréens. Sa grand-mère est également comédienne et ses parents se sont rencontrés à l'école d'art dramatique. À 15 ans, conformément à la tradition familiale, Ha décide de poursuivre sa carrière d'actrice en Corée du Sud, et passe avec succès une audition à la Kaywon High School of Arts de Séoul, où elle se forme pendant trois ans.
Elle obtient ensuite un Bachelor of Fine Arts en théâtre, avec une spécialisation en théâtre musical de l'Institut national d'art dramatique (NIDA) de Sydney en 2018,.

## Carrière
Ha joue Maurice aux côtés de Mia Wasikowska et Eliza Scanlen dans la production 2019 de la Sydney Theatre Company de Sa Majesté des mouches au Roslyn Packer Theatre (en). Elle fait ses débuts à la télévision avec un rôle récurrent dans la série américano-française Reef Break.
En 2019, il est annoncé qu'Yerin Ha a été choisie pour l'adaptation télévisée du jeu vidéo Halo produite par Steven Spielberg, et qu'elle jouera un nouveau personnage, Kwan Ha. La série est diffusée pour la première fois sur Paramount+ en 2022. Elle est présente dans le casting principal de la série télévisée ABC Troppo (en) dans le rôle d'Ah Rah et fait ses débuts au cinéma dans Sissy (en), ce dernier ayant été présenté en première au South by Southwest (SXSW) 2022. Elle joue dans la série Bad Behaviour (en), une adaptation en quatre parties du roman du même nom de Rebecca Starford (en). En août 2024, elle est choisie pour incarner Sophie Beckett, le personnage principal de la quatrième saison de La Chronique des Bridgerton.

## Filmographie
| Année     | Titre                       | Rôle              | Remarques                   |
| --------- | --------------------------- | ----------------- | --------------------------- |
| 2019      | Reef Break                  | Technie Jane      | Rôle récurrent ; 6 épisodes |
| 2022–2024 | Halo                        | Kwan Ha           | Rôle principal              |
| 2022      | Troppo (en)                 | Ah Rah            | Rôle principal ; 7 épisodes |
| 2022      | Sissy (en)                  | Tracey            | Rôle secondaire             |
| 2023      | Bad Behaviour (en)          | Alice             | Rôle principal              |
| 2024      | La Chronique des Bridgerton | Sophie Baek       | Rôle principal ; saison 4   |
|           | Dune Prophecy               | Kasha Jinjo Jeune | Rôle secondaire             |

## Théâtre
| Année | Titre                  | Rôle    | Remarques                     |
| ----- | ---------------------- | ------- | ----------------------------- |
| 2019  | Sa Majesté des Mouches | Maurice | Théâtre Roslyn Packer, Sydney |